# Thập niên 1360
Thập niên 1360 là thập niên diễn ra từ năm 1360 đến 1369.